# Nakahara Aja
Nakahara Aja (中原アヤ; Hepburn: Nakahara Aya; Oszaka, 1973. július 28. –) japán mangaka, aki 2003-ban nyerte meg a Shogakukan manga-díjat Love*Com című alkotásával, sódzso kategóriában.

## Pályája
Nakahara Aja 1973-ban született Oszakában, mely a későbbiekben több történetének helyszínévé vált, vagy utaltak rá a történeteiben. Mielőtt mangarajzolással kezdett volna el foglalkozni, egy étteremben volt alkalmazott. Mangarajzolóként egy, vagy párkötetes mangákat és one-shot fejezeteket készített, leginkább a Besszacu Margaret magazinnál tevékenykedett. A nagy áttörést a Love*Com jelentette, mely meghozta számára az elismerést. A mangát Toei Animation vitte képernyőre, készült belőle kalandjáték PlayStation2-re, élőszereplős film forgatására is sor került, valamint a szerző elnyerte vele a Shogakukan manga-díjat. A manga külföldön is népszerűnek bizonyult. Kilenc országban jelentették meg a manga fejezeteit, köztük Magyarországon is.

## Stílusa
Nakahara munkái kivétel nélkül sódzsók, azaz fiatal lányoknak szánt mangák. Történetei gimnazista fiúkról és lányokról szólnak, és a kamaszkori nehézségek bemutatásáról. Visszatérő témája a szerelem, az iskola és a szülői szigor. Munkáit áthatja a nonszensz humor, mivel szereplői könnyen kifordulnak önmagukból. Gyakori a helyzet és jellemkomikum felbukkanása is.

## Művei
- Love*Com
- Nanaco Robin
- Benkjó sinaszai!
- Ringo Nikki
- Hanada
- Love Love Love
- Jundzsó drop
- Himicu kicsi
- Bokura no ibaso
- Berry Dynamite
- Tokimeki gakuen ódzsigumi
- Szeisun no tamago

## Díjai
- 2003: 49. Shogakukan manga-díj sódzso kategóriában a Love*Com-ért